# ونگری تهیپنویدودهی
ونگری تهیپنویدودهی (به انگلیسی: Vengarai Thippanvidudhi) یک روستا در هند است که در Orathanadu Taluk واقع شده‌است.

## خصوصیات
ونگری تهیپنویدودهی ۱٬۷۹۴ نفر جمعیت دارد.